# Prix Reconnaissance des cinéphiles
 (juillet 2012).
Si vous disposez d'ouvrages ou d'articles de référence ou si vous connaissez des sites web de qualité traitant du thème abordé ici, merci de compléter l'article en donnant les références utiles à sa vérifiabilité et en les liant à la section « Notes et références ».
Le prix Reconnaissance des cinéphiles est un prix cinématographique français décerné depuis 1993 dans le cadre des rencontres Femmes comédiennes organisées à Puget-Théniers (Alpes-Maritimes) par l'association Souvenance de cinéphiles, créée en 1989 et dont la présidente d'honneur était à l'origine Arletty.

## Invitées
- 1993 : Dora Doll
- 1994 : Mylène Demongeot
- 1995 : Bernadette Lafont
- 1997 : Marie Glory
- 1997 : Marthe Villalonga
- 1998 : Annie Girardot
- 2000 : Magali Noel
- 2001 : Andréa Ferréol
- 2002 : Claude Jade
- 2003 : Catherine Rouvel
- 2004 : Hélène Vincent
- 2005 : Macha Méril
- 2006 : Myriam Boyer
- 2007 : Martine Sarcey
- 2008 : Marina Vlady
- 2009 : Marie-Christine Barrault
- 2010 : Agnès Soral
- 2011 : Anne Alvaro
- 2013 : Geneviève Page
- 2015 : Marie Bunel
- 2016 : Catherine Lachens
- 2018 : Thérèse Liotard
- 2019 : Brigitte Fossey